# Kreisgrabenanlage Neutz-Lettewitz
Die Kreisgrabenanlage Neutz-Lettewitz ist eine spätbronzezeitlich-früheisenzeitliche Kreisgrabenanlage bei Neutz-Lettewitz, einer Ortschaft von Wettin-Löbejün im Saalekreis, Sachsen-Anhalt. Sie liegt etwa 3 km östlich der Saale auf leicht erhöhtem Gelände.

## Forschungsgeschichte
Die Anlage wurde bei einer Luftbildprospektion des Landesamtes für Denkmalpflege und Archäologie Sachsen-Anhalt entdeckt. 2005 erfolgte eine Probegrabung durch das Institut für Kunstgeschichte und Archäologien Europas der Martin-Luther-Universität Halle-Wittenberg unter der Leitung von André Spatzier. Die Grabung erfolgte auf zwei Flächen: Eine von 38 × 11 m im Osten und eine von 20 × 10 m im Westen.

## Befunde
Die Anlage besteht aus einem Doppelgraben mit einem Durchmesser von 110 m bzw. 80 m. Der äußere Graben besitzt einen Durchgang im Norden, der innere, leicht versetzt hierzu, einen nach Nordnordost. Beide Gräben wurden als Sohlgräben angelegt, allerdings war die Sohle nicht sehr breit und an einigen Stellen war das Grabenprofil sogar V-förmig. Der äußere Graben hat eine erhaltene Tiefe zwischen 1,0 m und 1,6 m m und eine Breite zwischen 3,2 m und 4,0 m. Der Innere hat eine Tiefe von 1,3 m und eine Breite zwischen 3,6 m und 4,0 m. Beide Rondelle sind im Südteil durch einen Landgraben verbunden, der von Ostnordost kommend den äußeren Graben schneidet, dann zunächst am inneren Graben endet, um im südwestlichen Bereich des inneren Grabens wieder zu beginnen und sich in einem leichten Bogen, wieder den äußeren Graben schneidend, nach Westen fortzusetzen. Die außerhalb der Kreisgrabenanlagen gelegenen Teilstücke des Landgrabens sind deutlich größer, als die zwischen den beiden Kreisgräben. Im untersuchten Ostteil hatte das doppelt-muldenförmige äußere Stück eine Tiefe zwischen 0,6 und 0,9 m bzw. 0,7 m und 1,1 m und eine Breite von mindestens 3,5 m; das innere Stück hatte hingegen nur eine Tiefe von 0,7 bis 0,8 m und eine Breite zwischen 1,6 m und 2,0 m. Die Verfüllung der beiden Kreisgräben und des Landgrabens war weitgehend gleichförmig. Sie bestand aus dunkelbraunem Humus, der lediglich im unteren Bereich Einlagerungen von Lehm enthielt.
Bei der Grabung zeigte sich, dass die Kreisgrabenanlage auf einer deutlich älteren Nekropole errichtet worden war, die der endneolithischen Schnurkeramikkultur zuzuordnen ist. Auf dem Grabungsareal wurden sechs Gräber erfasst, vermutlich gibt es aber noch zahlreiche weitere. Bei den Gräbern handelte es sich um nordost-südwestlich orientierte Erdgruben, in denen jeweils ein Individuum lag. Die Toten waren ebenfalls nordost-südwestlich orientiert und lagen als linke, bzw. rechte Hocker mit Blick nach Süden bzw. Südosten. Es handelte sich um drei Erwachsene und drei Kinder. An Beigaben fanden sich Becher, Näpfe, Amphoren sowie Tonperlen von einer Halskette. Eines der Gräber wies eine Abdeckung aus drei kreisförmig angeordneten Steinplatten auf.
Daneben wurden im gesamten Bereich der Kreisgrabenanlage zahlreiche Gruben festgestellt, die sich der späten Bronzezeit zuordnen ließen. Einen weiteren Befund im unmittelbaren Umfeld der Anlage stellt ein rechteckiger Graben dar, bei dem es sich vielleicht um eine jungneolithische Trapezgrabenanlage handelt.

## Funde
Aus den Gräben stammen nur sehr wenige Funde. Es traten Knochen, Feuersteinabschläge, Hüttenlehm, ein halber Unterlieger einer Reibemühe und Keramikscherben zutage. Letztere ließen sich aber nur allgemein als vorgeschichtlich bestimmen. Die Funde aus den Gruben waren etwas zahlreicher. Auch hier fanden sich Feuersteinabschläge und Hüttenlehm. Unter den Tierknochen war auch der Rumpf eines Großsäugers. Aus den Keramikscherben ließen sich mehrere doppelkonische Gefäße und Töpfe rekonstruieren, die eine Zuordnung zur spätbronzezeitlichen Saalemündungsgruppe möglich machten. Weitere Funde waren ein Reibstein und ein weiterer Unterlieger einer Reibemühle, ein Webgewicht sowie Schlacke.

## Datierung
Mittels Radiokarbonmethode konnten zwei Kochen aus dem unteren Grabenbereich auf 1130–920 cal. BC bzw. 800–540 cal. BC datiert werden. Der erste Wert passt zum Fundmaterial aus den Gruben, der zweite legt die Möglichkeit nahe, dass die Anlage auch noch in der frühen Eisenzeit in Benutzung war. Ein dritter Knochen wurde hingegen auf 2580–2340 cal. BC datiert. Er könnte aber sekundär aus den schnurkeramischen Gräbern verlagert worden sein, da ansonsten weder in den Gruben noch in den Gräben neolithische Funde gemacht wurden. Zwei weitere Knochen aus der oberen Verfüllung der Gräben datieren in die späte Kaiser- und die frühe Völkerwanderungszeit.